# Greg Marcks
Greg Marcks (ur. 12 sierpnia 1976 w Concord, w stanie Massachusetts) – amerykański reżyser i scenarzysta filmowy.
Mieszka w Silver Lake (Los Angeles).

## Filmografia
- 2003: 11:14
- 2009: Konspiracja Echelon